# Spencer Boldman
Spencer Boldman (Dallas, 28 de julho de 1992) é um ator norte-americano. É mais conhecido por seu papel em Lab Rats/Lab Rats: Bionic Island como Adam Davenport e no Filme Disney Channel, Zapped como Jackson Kale.
Atualmente, está gravando um novo filme com Emily Ratajkowski, chamado Cruise, se passando no verão de 1987. O filme foca em Gio Marchetti (Boldman), um Ítalo-Americano da Classe Trabalhadora, que não tem mais nada em sua cabeça,exceto carros de corrida e perseguir garotas. Spencer se formou em Plano East Senior High School, no Texas, em 2010.

## Filmografia
| Televisão/Filmes    | Televisão/Filmes                 | Televisão/Filmes | Televisão/Filmes |
| Ano                 | Filme                            | Papel            | Notas |
| ------------------- | -------------------------------- | ---------------- | --- |
| 2009                | iCarly                           | Nate             | "iSpeed Date" (3 Temporada, Episódio 3)                                                                                  |
| 2009                | Jack and Janet Save the Planet   | Jack             | |
| 2011                | Billion Dollar Freshmen          | Adam             | |
| 2011                | I'm in the Band                  | Bryce Johnson    | Participação especial, 3 episódios                                                                                       |
| 2012-2014 2015-2016 | Lab Rats Lab Rats: Bionic Island | Adam Davenport   | Elenco principal; Série Disney XD                                                                                        |
| 2012                | Victorious                       | Brayn Devin      | 1 episódio |
| 2012                | 21 Jump Street                   | French Samuels   | |
| 2013                | Jessie                           | Ted              | 1 episodio; Série Disney Channel                                                                                         |
| 2014                | Zapped                           | Jackson Kale     | Elenco Principal; Filme Disney Channel para a TV                                                                         |
| 2015                | Mighty Med                       | Adam Davenport   | Crossover especial de 1 hora com Lab Rats; "Lab Rats vs Mighty Med, Parte 2" (Temporada 2, Episódio 17); Série Disney XD |
| 2018                | Cruise (film)                    | Gio Fortunato    | Elenco Pricipal |